# Кёниг, Эберхард (писатель)
Эберхард Кёниг (нем. Eberhard König; 18 июня 1871, Грюнберг, Силезия (ныне Зелёна-Гура, Польша) — 26 декабря 1949, Берлин, ФРГ) — немецкий писатель
, драматург, сказочник, либреттист
.

## Биография
Сын производителя красок. Изучал филологию и историю искусств в Гёттингене и Берлине, но учёбы не кончил. Работал драматургом в Берлине, затем переехал во Фронау, где трудился в качестве внештатного писателя. Творил в духе консерватизма и приверженности традициям идеализма. Черпал материал для своих литературных произведений из немецкой и древней истории и легенд.
Наиболее известен как драматург. Автор 64 книг рассказов, повестей, сказок и легенды. Его наиболее важные произведения — криминальная пьеса «Meister Joseph» (1906) и сказочная легенда «Легенда о заколдованном короле» («Die Legende vom verzauberten König», 1925 ).
В июне 1937 года был награждён медалью Гёте за искусство и науку.

## Избранные произведения
- Либретто к опере «Rübezahl und der Sackpfeifer von Neisse» Ганса Зоммера (1904)
- «Geschichte von der silberfarbenen Wolkensaumweise» (1910)
- «Legenden» (1917)
- «Allhaia» (1946)